# Nicolas Roche
Nicolas Roche (Conflans-Sainte-Honorine, França, 3 de juliol de 1984) és un ciclista irlandès, professional des del 2005 fins al 2021.

## Biografia
Nicolas és fill de l'exciclista Stephen Roche. Abans de dedicar-se al ciclisme practica el rugbi i el futbol, però en ciclisme destaca des de ben jove, aconseguint bons resultats en categoria juvenil.
Després de formar-se a l'equip DN1 VC La Pomme Marseille, Nicolas comença al circuit professional l'agost de 2004 com a integrant de l'equip Cofidis. Després de tenir unes bones actuacions aquell mateix hivern firma el seu primer contracte professional.
Les seves principals victòries són el campionat d'Irlanda de contrarellotge de 2007 i 2016, el de ruta de 2009 i 2016, i una etapa a la Volta a Espanya de 2013 i una altra al 2015.

## Palmarès
- 2004
  -  Campió d'Irlanda sub-23 en ruta
- 2006
  - Vencedor d'una etapa del Tour de l'Avenir
- 2007
  -  Campió d'Irlanda en contrarellotge
- 2008
  - Vencedor d'una etapa del GP Internacional Paredes Rota dos Móveis
  - Vencedor d'una etapa del Tour del Llemosí
- 2009
  -  Campió d'Irlanda en ruta
- 2011
  - Vencedor d'una etapa del Tour de Pequín
- 2013
  - Vencedor d'una etapa a la Volta a Espanya
- 2014
  - 1r a la Ruta del Sud, vencedor d'una etapa i 1r de la classificació per punts
- 2015
  - Vencedor d'una etapa a la Volta a Espanya
- 2016
  -  Campió d'Irlanda en ruta
  -  Campió d'Irlanda en contrarellotge

### Resultats al Giro d'Itàlia
- 2007. 123è de la classificació general
- 2014. 30è de la classificació general
- 2016. 24è de la classificació general
- 2018. Abandona (15a etapa)
- 2021. 59è de la classificació general

### Resultats a la Volta a Espanya
- 2008. 13è de la classificació general
- 2010. 6è de la classificació general
- 2011. 16è de la classificació general
- 2012. 12è de la classificació general
- 2013. 5è de la classificació general. Vencedor d'una etapa
- 2015. 26è de la classificació general. Vencedor d'una etapa
- 2017. 14è de la classificació general
- 2018. 40è de la classificació general
- 2019. Abandona (6a etapa)

### Resultats al Tour de França
- 2009. 23è de la classificació general
- 2010. 15è de la classificació general
- 2011. 26è de la classificació general
- 2012. 12è de la classificació general
- 2013. 40è de la classificació general
- 2014. 39è de la classificació general
- 2015. 35è de la classificació general
- 2017. 33è de la classificació general
- 2019. 45è de la classificació general
- 2020. 64è de la classificació general